# Basílica de Sočanica
La Basílica de Sočanica es una basílica de entre los siglos 9 y 10 en la localidad de Sočanica, en Leposavić, Kosovo. La decoración de piedra data del reinado de Simeón I de Bulgaria (893-927). Estuvo en uso en los siglos 11 y 12 de acuerdo con los hallazgos en el área. En el reinado de príncipe Uroš II, el sitio era conocido como Sečenica y fue defendida de los bizantinos en la fortaleza de nueva construcción en Galic, que protegía el puente sobre el Ibar y el camino hacia Ras.